# Stadtmuseum Neustadt an der Waldnaab
Das Stadtmuseum Neustadt ist ein Museum in der Oberpfälzer Kreisstadt Neustadt an der Waldnaab, die auch den Beinamen „Stadt des Bleikristalls“ trägt. Es ist im ehemaligen Schulhaus der Stadt, das aus dem 17. Jahrhundert stammt, untergebracht. Dieses wurde vier Jahre lang aufwändig renoviert und im Jahr 1989 der neuen Bestimmung übergeben. Das Museum möchte mit seinen Exponaten einen Eindruck des Lebens und Arbeitens in Neustadt vermitteln. So bilden Ausstellungsstücke rund um das Bleikristall einen der Schwerpunkte der Exponate.

## Abteilungen
Das Stadtmuseum ist in folgende Abteilungen gegliedert:
- Glas
- Handwerk und Gewerbe
- Kostbarkeiten aus Bürgerhäusern, Kirchen und Klöstern
- Stadtgeschichte

## Bedeutende Exponate
- Eine etwa einen Meter hohe Bleikristallvase in Goldrubin, hergestellt in Überfangtechnik
- Rauchkuchl
- Das Prager Jesulein aus dem Besitz der Fürsten von Lobkowitz
- Ein verpfändeter Handschuh Kaiser Karls IV.